# Buddhista építmények listája Kínában
A kínai buddhista építmények listája tartalmazza a legfontosabb buddhista-templomokat, kolostorokat, pagodákat, barlangokat, régészeti helyszíneket és hatalmas szobrokat Kína területén. A lista tehát nem tartalmazza az ország összes buddhista építményét.

## Buddhista-templomok

### Anhuj
- Huacseng-templom

### Peking
- Tancsö-templom
- Csietaj-templom
- Jüncsü-templom
- Kuangcsi-templom
- Fajüan-templom
- Kuanghua-templom
- Csüoseng-templom
- Vansou-templom
- A Tianning-templom pagodája
- Azúr Felhők temploma
- Jongho-templom
- Csehua Szi-templom
- Miaojing-templom
- Csöncsüe-templom
- Felhő-pódium a Csüjongkuan-hágónál

### Fucsien
- kuanghua-templom
- Hszicsan-templom
- Vanfu-templom
- Jongcsüen-templom

### Kuangtung
- Nanhua-templom
- A Hat Banyánfa-temploma
- A fénylő gyermeki kegyesség-temploma (Kuanghsziao Szi)

### Hopej
- Puning-templom
- Putuo Cungcseng-templom
- Lunghszing kolostor

### Honan
- Illatos-hegyi-templom a Lungmen-barlangoknál
- Vas-pagoda
- Saolin-templom - az egyetlen buddhista-templom ahol keveredik a zen és a harcművészet
- Szungjüe-pagoda
- Jukuo-templom
- Fehér Ló-templom

### Hupej
- Kuj-jüan-templom

### Hongkong
- Cse Lin zárda
- Kvan Kung Csung Ji Ting-templom
- Po Lin kolostor
- Tízezer Buddha kolostor
- Cing San kolostor
- Jüen Jüen Intézet

### Csiangszu
- Tian Ning pagoda (天宁宝塔), Csangcsou, a világ legmagasabb pagodája: 153,8 m.
- Csihszia-templom
- Lingcsü-templom
- Csiming-templom
- Hansan-templom
- Hucsiu torony
- Kaomin-templom

### Csianghszi
- Tunglin-templom

### Ninghszia
- Pajszekou-téri pagoda

### Saanhszi
- Hszingcsiao-templom
- Famen-templom
- Óriás Vadlúd pagoda
- Kis Vadlúd pagoda

### Sanhszi
- A Focsung-templom pagodája
- Focsüang-templom
- Nancsan-templom

### Santung
- Négy kapu pagoda
- Lingjen-templom
- Csansan-templom
- Paohsziang-templom

### Sanghaj
- Jáde Buddha-templom
- Csing An-templom
- Lunghua-templom

### Szecsuan
- Paoen-templom

### Jünnan
- Három pagoda
- Jüantung-templom

### Csöcsiang
- Lingjin-templom
- Csingce-templom
- Paokuo-templom
- Kuocsing-templom
- Liuhe Pagoda
- Pucsi-templom

## Barlangok
- Bezeklik Ezer Buddha-barlangok
- Pingling-templom
- Ta-cu sziklafaragások
- Rejtett Patak templombarlang
- Kizil-barlangok
- Lungmen-barlangok
- Középső Pinjang barlang
- Mokao-barlangok
- Omej-hegy
- Hszü-mi-hegyi barlangok
- Mutou-völgy
- Északi Pinjang barlang
- Déli Pinjang barlang
- Jao-vang-hegyi kőszobrok
- Tuo-hegy
- Jünkang-barlangok

## Szobrok
- Jáde Buddha Palota
- a Longhszing kolostor Buddha szobra
- Ling-hegyi Nagy Buddha
- Hajnani Kuanjin szobor
- Hszi-csiao-hegyi Kuanjin szobor
- Dél-kínai-tengeri Kuanjin szobor
- Leshani óriás Buddha
- A Meru-hegy Ming kori bronzszobra Pekingben
- Maitréja Buddha a Pingling-templomban
- Zsong-hszian Buddha
- A Forrás templomi Buddha szobor
- Kun Iam szobor Makaóban
- Tízirányú Szamantabhadra Bodhiszattva
- Tien Tan Buddha-szobor (a Nagy Buddha) Hongkongban
- Jinhsziani fehér márvány Kuanjin